# 2022년 페트로폴리스 홍수
2022년 2월 15일 브라질 리우데자네이루주 페트로폴리스에 집중호우로 인해 산사태와 홍수가 발생하였다. 이 재해로 최소 217명이 사망했다.

## 배경
페트로폴리스는 브라질에서 인기 있는 관광 도시이며, 확장됨에 따라 인근 산비탈에 가난한 주민들이 거주하게 되었다. 이로 인해 도시의 이러한 지역에서 삼림 파괴와 배수 불량이 발생했다. 페트로폴리스 당국은 2017년에 조사하여 도시의 약 18%가 폭우로 인해 파괴될 위험이 높은 주택 15,240채를 확인했다. 그러나 시는 이 보고서에 대해 조치를 취하지 못했다.
국립자연재해경보감시센터 (Cemaden)는 홍수 이틀 전인 2월 15일 폭풍의 규모에 대해 경보를 발령했다. 전문가들에 따르면 이 경고로 당국이 주민들을 대피시키기 위해 동원했어야 했다. 몇 시간 후 발생할 비극의 강도에도 불구하고 이 경보는 "산사태 위험 보통"으로 분류되었다.

## 재난
2022년 2월 15일, 페트로폴리스는 3시간 만에 258mm의 비정상적으로 많은 양의 비가 내렸다. 이것은 이전 30일을 합친 것보다 많은 것이며, 1932년에 측정이 시작된 이래로 페트로폴리스에서 내린 최악의 호우였다. 국립자연재해경보감시센터에 따르면 그날 기록된 강우량은 오후 4시 20분부터 7시 20분 사이에 250mm로 기록되었다. 2월의 정상적 강우량은 185mm이다. 이전 최고 기록은 1952년 8월 20일에 24시간 동안 168.2mm가 내린 것이다.
집중호우는 도시 내 범람을 일으키고 산사태를 일으켰다. 재난 영상은 소셜 미디어에서 널리 공유되어 산사태로 인해 자동차와 집이 끌려가는 모습을 보여주었다. 2월 21일까지 사망자 수는 최소 127명이며, 이 중 27명이 어린이 또는 십대이다. 2월 25일까지 사망자는 217명으로 늘어났고 20명은 실종 상태다.

## 대응
페트로폴리스 시청은 3일간의 애도 기간을 선포했다.
리우데자네이루 주지사인 클라우지우 카스트루는 상황을 전쟁 지역의 상황에 비유했다.
홍수 당시 러시아와 헝가리를 외교 순방 중이던 자이르 보우소나루 대통령은 페트로폴리스에 연대를 표했다. 나중에 보우소나루가 브라질로 돌아온 후 페트로폴리스를 방문할 것이라는 것이 확인되었다. 브라질 연방 정부도 페트로폴리스에 230만 헤알을 제공할 것이라고 발표했다.
보건부는 의료 자원을 제공하여 상황을 도울 것이라고 밝혔다. 그들은 또한 13개의 UBS(Basic Health Unit)와 1개의 Emergency Care Unit(UPA)이 홍수로 피해를 입었다고 밝혔다.

## 같이 보기
- 2011년 1월 리우데자네이루주 홍수와 산사태